# Мариам Хуцураули
Мариам Хуцураули (на грузински: მარიამ ხუცურაული) е грузинска юристка, поетеса и писателка на произведения в жанра лирика и драма.

## Биография и творчество
Мариам Хуцураули е родена на 15 януари 1960 г. в Телави, Грузинска ССР, СССР. Завършва гимназия през 1977 г. в Телави. През 1982 г. завършва право в Юридическия факултет на Тбилиския държавен университет. След дипломирането си работи като адвокат в различни държавни и частни институции.
Стиховете ѝ са публикувани за първи път през 2009 г. в шестия брой на списание „ლიტერატურლი პალიტრის“ (Литературна палитра). Оттогава творбите ѝ често се публикуват в различни литературни списания и вестници в Грузия. Авторка е на няколко сборника със стихове под редакцията на писателя Михо Мосулишвили. Тя пише стихове на грузински диалект говорен в района Пшави, който е малък исторически район в Северна Грузия.
През 2011 г. Мариам Хуцураули основава литературен конкурс за жени поети „Хварамзеоба“ и оттогава е негов постоянен организатор.
По нейни стихове певицата Теона Кумсиашвили записва популярните песни „ასკილი“ (Аскили) и „ფშაურ მოტივზე“ (Мотив от Пшави).
Мариам Хуцураули живее със семейството си в Тбилиси.

## Произведения
- სანათას წიგნი (2009)
- სანათა (2012) – съдържа: სანათას სახლი (поезия), სანათას სახლი (поезия) и სანათას სკივრი (разкази)
- სანათაი ვარ (2016) – съдържа: ცეცხლისფრად მცინარი ყვავილი (поезия), ცისპირ მთიბავები (разкази) и ალმასთა სხივითა (аудио-записи на стихове, прочетени от автора)
- მარილი გემოვნებით (2020)

### Детска литература
- კესანემ გაზაფხული მოიყვანა (2020)